# Оксалат плутония(IV)
Оксалат плутония(IV) — химическое соединение,
соль плутония и щавелевой кислоты 
с формулой Pu(C2O4)2,

не растворяется в воде,
образует кристаллогидраты — желто-зелёные кристаллы.

## Получение
- Добавление щавелевой кислоты к подкисленным растворам плутония(IV) (например, нитрат плутония(IV)):

{\displaystyle {\mathsf {Pu(NO_{3})_{4}+2H_{2}C_{2}O_{4}+6H_{2}O\ {\xrightarrow {}}\ Pu(C_{2}O_{4})_{2}\cdot 6H_{2}O\downarrow +4HNO_{3}}}}

## Физические свойства
Оксалат плутония(IV) образует желтовато-зелёные кристаллы.
Не растворяется в воде.
При увеличении кислотности растворимость увеличивается.
Образует кристаллогидрат состава Pu(C2O4)2•6H2O, который разлагается при 380°С.

## Химические свойства
- Разлагается при нагревании:

{\displaystyle {\mathsf {Pu(C_{2}O_{4})_{2}\ {\xrightarrow {380^{o}C}}\ PuO_{2}+2CO\uparrow +2CO_{2}\uparrow }}}

## Применение
- Промежуточный продукт при очистке плутония.
- Используется при получении диоксида плутония.